# Томський міський округ
То́мський міський округ (рос. Томский городской округ) — адміністративна одиниця Томської області Російської Федерації.
Адміністративний центр — місто Томськ.

## Історія
Станом на 2002 рік існували Світлинська сільська рада (села Наумовка, Петропавловка, присілки Бобровка, Георгієвка, Киргизка, Михайловка, Надежда, Покровка, селища Копилово, Світлий) та Тімірязєвська сільська рада (села Дзержинське, Тімірязєвське, селища 86-й Квартал, Кайдаловка). 2005 року Дзержинське, Киргизка, Копилово, Світлий та Тімірязєвське увійшли до складу Томського міського округу, всі інші населені пункти Світлинської сільської ради утворили Наумовське сільське поселення, селища 86-й Квартал та Кайдаловка відійшли до складу Зоркальцевського сільського поселення. До складу округу увійшли також присілок Еушта Зоркальцевського сільського поселення та присілок Лоскутово Богашовського сільського поселення.

## Населення
Населення району становить 596446 осіб (2019; 546049 у 2010, 507595 у 2002).

## Склад
До складу міського округу входять:
| Населений пункт       | Населення, осіб (2002) | Населення, осіб (2010) |
| --------------------- | ---------------------- | ---------------------- |
| Томськ, місто         | 487838                 | 524669                 |
| :Жовтневий район      | 147051                 | 159157                 |
| ::Киргизка, присілок  | 120                    | 142                    |
| ::Копилово, селище    | 146                    | 167                    |
| ::Світлий, селище     | 7514                   | 7479                   |
| :Кіровський район     | 119578                 | 128591                 |
| ::Дзержинське, село   | 2223                   | 2861                   |
| ::Еушта, село         | 432                    | 460                    |
| ::Лоскутово, присілок | 3111                   | 3865                   |
| ::Тімірязєвське, село | 6211                   | 6406                   |
| :Ленінський район     | 113498                 | 123940                 |
| :Радянський район     | 107711                 | 112981                 |